# Хайраболу
Хайраболу или Хайребол (на турски: Hayrabolu) е град в европейската част на Турция, вилает Родосто (Текирдаг). Градът е околийски център и община.

## История
Хариополи е един от най-старите градове в Тракия. Статистиката на професор Любомир Милетич от 1912 отбелязва Хайреболъ като гръцки град.

## Личности
Починали в Хайраболу
- Христо Белчев (? – 1912), македоно-одрински опълченец, 2 скопска дружина, 4 битолска дружина[2][3]
- Янко Христов (1889 – 1912), македоно-одрински опълченец, 1 рота на 4 битолска дружина[4][5]